# Croc: Legend of the Gobbos
Croc: Legend of the Gobbos (ou tout simplement Croc) est un jeu vidéo de plates-formes développé par Argonaut Games et édité par Fox Interactive, sorti sur Windows, PlayStation et Saturn en 1997. Une version sur Game Boy Color est sortie en 2000. Le jeu est également resortit en tant que remaster HD le 2 avril 2025 sur Playstation 4, Playstation 5, Xbox One, Xbox Series ,Nintendo Switch et Windows.

## Système de jeu
Croc est un jeu de plate-forme à la troisième personne dans lequel le joueur contrôle un crocodile anthropomorphe du nom de Croc qui a pour mission de sauver les Gobbos pris d'assaut par le Baron Dante. Le jeu emmène le joueur dans plusieurs îles de niveaux, et Croc doit sauver le plus de Gobbos (petites créatures caractérisées par une petite taille pour de grands yeux) prisonniers. Chaque monde comprend deux boss que le joueur devra vaincre. À la fin du jeu, le joueur devra se mesurer au boss ultime, nommé Baron Dante.

## Accueil
- Dengeki PlayStation : 55 % / 60 %[2]
- IGN : 8/10[3]

## Postérité
Croc: Legend of the Gobbos engendre une suite, Croc 2, qui sort en 1999 sur Windows, PlayStation et Game Boy Color.